# Rod Temperton
Rodney Lynn Temperton (Cleethorpes, Inglaterra, 9 de octubre de 1949-Londres, Inglaterra, 5 de octubre de 2016), fue un compositor, productor y músico británico. Conocido por escribir una serie de canciones interpretadas por Michael Jackson, tales como «Thriller» y «Rock With You», entre otras.Su trabajo incluyó colaboraciones con otros cantantes prominentes como George Benson, Patti Austin y Karen Carpenter.

## Biografía

### Sus inicios
Rodney Temperton nació en Cleethorpes, Lincolnshire, el 9 de octubre de 1949. Entrevistado por la BBC Radio en dos documentales, The Invisible Man: the Rod Temperton Story, (El hombre invisible: la Historia de Rod Temperton) Temperton dijo que él fue músico desde su infancia: «Mi padre no era el tipo de persona quién me leía una historia antes de irme a dormir» ya que usaba y ponía un radio de transistores en la cuna, sobre el lado derecho de la almohada y se dormía escuchando Radio Luxemburgo y yo pienso que esa fue su influencia".
Temperton asistió a la Aston Grammar School en Market Rasen, formando un grupo para la competencia de la escuela. En ese tiempo era baterista. «Conseguí vivir con mi pequeño tambor militar y mi platillo y tocando solo mi tarjeta de prueba, que era para todos los tipos de música y que podía ser tocada continuamente.» Al abandonar la escuela inicio trabajando para Ross Frozen Foods en Grimsby, Lincolnshire. Fue uno de los miembros originales de la popular banda de funk disco, Heatwave. Con la banda, compuso algunos de los sencillos de gran venta del grupo como "Boogie Nights", "Groove Line" y la balada "Always and Forever". Con los tres temas fueron vendidas millones de copias en los Estados Unidos.
En 1972 Temperton y el guitarrista Bernd Springer formaron una banda de versiones de soul en Worms, Alemania llamada Sundown carrusel. Con Temperton en un órgano Hammond, la banda tocó en clubes y bares de IG en las ciudades de Mannheim. Durante la década de 1970 Temperton comenzó a trabajar con Quincy Jones, quien visitó una vez a Temperton en Worms. En la década de 1980 Temperton abandonó Alemania y se mudó a Beverly Hills, California, Estados Unidos.
En 1979, fue reclutado por Quincy Jones para escribir lo que se convirtió en primer disco en solitario de Michael Jackson en cuatro años, y su primer lanzamiento en solitario de pleno derecho por Epic Records, titulado Off The Wall. Temperton escribió tres canciones para el álbum, incluyendo "Rock With You", segundo el sencillo del álbum, que se convirtió en nº1 en los Estados Unidos de acuerdo a la lista Billboard. En 1982, Temperton escribió tres canciones, incluyendo la canción principal, para el próximo LP de Jackson, Thriller, que se convirtió en el álbum más vendido de todos los tiempos.
Temperton fue nominado a un Oscar por una canción en la banda sonora de la película El color púrpura, como el coautor de la canción "Miss Celie's Blues".

## Vida personal y muerte
Temperton vivió con su esposa en muchas de sus viviendas en Los Ángeles California, en el sur de Francia, en Fiji, Suiza y en Kent en Inglaterra. Falleció el 5 de octubre de 2016 a sus 66 años debido a una fuerte batalla contra el cáncer. Su muerte fue anunciada por su publicista.

## Premios y nominaciones
Premios Óscar
| Año  | Categoría                   | Película         | Resultado |
| ---- | --------------------------- | ---------------- | --------- |
| 1986 | Mejor banda sonora original | El color púrpura | Nominado  |
| 1986 | Mejor canción original      | El color púrpura | Nominado  |